# Johnny English újra lecsap
A Johnny English újra lecsap (eredeti cím: Johnny English Strikes Again) 2018-ban bemutatott brit–francia akció-vígjáték, melyet William Davies forgatókönyvéből David Kerr rendezett. A film folytatása a 2011-es Johnny English újratöltve című filmnek, a Johnny English-széria harmadik darabja. A főszereplők Rowan Atkinson, Olga Kurilenko, Ben Miller, Jake Lacy és Emma Thompson.
2018. október 5-én került kiadásra az Egyesült Királysági mozikban, 2018. október 26-án jelent meg az Amerikai Egyesült Államokban (Universal Pictures). Magyarországon  a film szeptember 20-án került bemutatásra az UIP-Dunafilm forgalmazásában.
A film a második részhez hasonlóan vegyes véleményeket kapott a kritikusoktól. A Metacritic oldalán a film értékelése 39% a 100-ból, ami 22 véleményen alapul. A Rotten Tomatoeson a Johnny English újra lecsap 34%-os minősítést kapott 97 értékelés alapján. Világszerte több mint 157 millió dolláros bevételt termelt, ami a 25 milliós költségvetésével szemben jó eredmény. 

## Cselekmény
Az angol titkosszolgálatot, az MI7-t megcélozza egy ismeretlen számítógépes kibertámadás, amely az összes ügynök identitását feltárja. Ennek eredményeképpen az MI7-nek muszáj alkalmaznia néhány régebbi inaktív ügynököt, hogy nyomon tudják követni a támadások mögötti bűnszervezetet. Az alkalmazott ügynökök között ott van Johnny English, aki földrajztanárként dolgozik egy általános iskolában, eközben fiatal diákjait titokban kémkedésre képzi. English ahhoz ragaszkodik, hogy régi asszisztensével, Angus Bough-fal menjen a küldetésre, aki az MI7 ügynöke.
English és Bough megkezdik a nyomozást Franciaország déli részén, ahonnan a kibernetikus támadás elindult. Egy közeli kikötőben megtalálják a Dot Com nevű jachtot, és éjszaka megpróbálnak behatolni rá. A fedélzeten elkapja őket Ophelia, ám sikerül elmenekülniük onnan, és a duó elhagyja a jachtot.
Miután kifigyelték Ophelia partra szállását, hajsza kezdődik, majd lerobban English és Bough autója. Éjjel Ophelia a bárban meg akarja ölni English-t, de az a nyugtató helyett felpörgetőt vesz be, és másnap reggelig táncol.

## Szereplők
| Szerep                                | Színész                | Magyar hang         |
| ------------------------------------- | ---------------------- | ------------------- |
| Johnny English MI7-ügynök             | Rowan Atkinson         | Kálloy Molnár Péter |
| Ophelia                               | Olga Kurilenko         | Pikali Gerda        |
| Angus Jeremy Bough MI7-ügynök         | Ben Miller             | Anger Zsolt         |
| Jason Volta                           | Jake Lacy              | Szatory Dávid       |
| Pegazus, az MI7 feje                  | Adam James             | Lux Ádám            |
| az Egyesült Királyság miniszterelnöke | Emma Thompson          | Kovács Nóra         |
| Lesley                                | Pippa Bennett-Warner   | Martinovics Dorina  |
| P                                     | Matthew Beard          | Baráth István       |
| Ötös ügynök                           | Michael Gambon (cameo) | Reviczky Gábor      |
| Hetes ügynök                          | Charles Dance (cameo)  | Barbinek Péter      |
| Kilences ügynök                       | Edward Fox (cameo)     | Cs. Németh Lajos    |

## A film készítése
2017 májusában bejelentették, hogy Rowan Atkinson visszatér Johnny English szerepébe, a Johnny English újratöltve című film folytatásába. 2017. augusztus 3-án a Working Title Films bejelentette, hogy David Kerr rendezővel megkezdték a gyártást és a forgatást. Az operatőr Florian Hoffmeister, a produkciós tervező pedig Simon Bowles. 2018. április 4-én jelent meg a film, címe: Johnny English Strikes Again.